# Liste d'objets astronomiques observables à l'œil nu
Cette liste recense les objets astronomiques qu'il est possible d'observer à l'œil nu depuis la Terre.

## Système solaire
Dans le Système solaire, les objets suivants sont visibles dès lors que les conditions d'observation le permettent :
- Soleil (magnitude apparente −26,73) ;
- Lune (−12,6 lors de la pleine lune ; invisible lors de la nouvelle lune) ;
- Vénus (de -4,6 à -3,8)[1] ;
- Mars (de -2,9 à +1,8)[1] ;
- Jupiter (de -2,8 à -1,6)[1] ;
- Mercure (de -2,1 à +5,5)[1] ;
- Saturne (de -0,24 à +1,2)[1].

La magnitude apparente des planètes dépend de leur position par rapport à la Terre sur leur orbite. Pour les planètes plus lointaines que la Terre, elles sont moins lumineuses lors des conjonctions et plus lumineuses lors des oppositions, tout particulièrement lorsque celles-ci ont lieu près du périhélie.
La magnitude apparente d'Uranus peut atteindre +5,5 lors de l'opposition, ce qui la rend potentiellement visible à l'œil nu.
(4) Vesta est le seul astéroïde à pouvoir être régulièrement perçu à l'œil nu. Lorsqu'il est situé à la fois en opposition et proche du périhélie, il peut atteindre +5,4. En dehors de ces périodes, il n'est pas visible à l'œil nu. De façon beaucoup moins courante, des astéroïdes passant à proximité de la Terre peuvent devenir visibles à l'œil nu de façon éphémère. C'est par exemple le cas de (99942) Apophis, qui atteindra une magnitude apparente de 3,1 le 13 avril 2029.
Les satellites galiléens, principaux satellites naturels de Jupiter, sont en principe assez brillants pour être perçus à l'œil nu (entre +4,6 et +5,6 en opposition), mais leur proximité apparente avec Jupiter rend leur distinction difficile, car ils ne s'éloignent jamais à plus de 9 minutes d'arc de la planète. Seuls Ganymède (lune) et Callisto (lune) peuvent être vus lors de leur élongation maximale par rapport à Jupiter quand la planète est masquée. 
On peut également observer la lumière zodiacale et le gegenschein, phénomènes provoqués par la réflexion de la lumière solaire sur des particules de poussières situées dans le plan de l'écliptique.

## Étoiles
Outre le Soleil, il existe environ 8 500 étoiles dont la magnitude apparente atteint +6,50 dans les longueurs d'onde visibles. Certaines de ces étoiles sont variables, d'autres multiples. Toutes ne sont pas visibles à l'œil nu, les phénomènes d'extinction (par l'atmosphère terrestre ou par des nuages de gaz ou de poussières entre l'étoile et la Terre) atténuant leur luminosité.
Finalement, il est difficile de donner une liste définitive des étoiles visibles à l'œil nu, même pour des conditions d'observation excellentes. En plus du Soleil, les plus brillantes sont Sirius (magnitude -1,47), Canopus (-0,72), Alpha Centauri (système triple dont la magnitude apparente totale est de -0,1 ; le composant le plus lumineux, Alpha Centauri A, atteint -0,01), Arcturus (-0,04) et Véga (-0,01). 310 possèdent une magnitude apparente inférieure à 3,50 et sont potentiellement visibles sans difficulté. Le nombre d'étoiles croît ensuite rapidement avec la magnitude apparente.

## Autres objets célestes
Différents objets célestes sont visibles à l'œil nu, en dehors des étoiles et des planètes. La liste suivante en donne une partie :
- Amas ouverts :
  - les Hyades ou C41 (+0,5)
  - les Pléiades ou M45 (+1,6)
  - les Pléiades du Sud ou C102 (+1,9)
  - l'amas d'Omicron des Voiles ou C85 (+2,5)
  - la Boîte à bijoux du Nord ou C76 (+2,6)
  - l'amas du Puits aux vœux ou C91 (+3,0)
  - l'amas de Ptolémée ou M7 (+3,3)
  - l'amas de la Crèche ou M44 (+3,7)
  - l'amas du Diamant ou C96 (+3,8)
  - l'amas de Tau du Grand Chien ou C64 (+4,1)
  - la Boîte à bijoux ou C94 (+4,2)
  - le Double amas de Persée ou C14 (+4,3)
  - l'amas du Papillon ou M6 (+4,5)
  - le nuage d'étoiles du Sagittaire ou M24 (+4,6)

- Amas globulaires :
  - Oméga du Centaure ou C80 (+3,7, le plus brillant amas globulaire du ciel)
  - 47 du Toucan ou C106 (+4,0)
  - l'amas du Sagittaire ou M22 (+5,1)
  - l'amas globulaire du Paon ou C93 (+5,4)
  - le Grand amas d'Hercule ou M13 (+5,8)

- Nébuleuses :
  - la nébuleuse de la Carène ou C92 (+1,0)
  - la nébuleuse d'Orion ou M42 (+4,0)
  - la nébuleuse de la Lagune ou M8 (+6,0)
  - le Sac à charbon ou C99 (tache sombre sur fond de Voie lactée)

- Galaxies :
  - la Voie lactée (visible sous la forme d'un long ruban blanchâtre sur la voûte céleste)
  - le Grand Nuage de Magellan (+0,4)
  - le Petit Nuage de Magellan (+2,7)
  - la galaxie d'Andromède ou M31 (+3,4)
  - la galaxie du Triangle ou M33 (+5,8, objet le plus lointain qu'il est possible d'apercevoir à l'œil nu)

## Objets artificiels
Parmi les satellites artificiels, une centaine peuvent être observés à l'œil nu. Le plus brillant, la station spatiale internationale, atteint la magnitude apparente -4,7.
Typiquement, ces satellites — lorsqu'ils sont situés en orbite basse — ne sont pas visibles en permanence mais uniquement pendant quelques minutes, pendant lesquelles ils semblent traverser rapidement le ciel.
La réflexion de la lumière solaire sur la surface de certains satellites (les antennes ou les panneaux solaires) peut entrainer un éclair lumineux visible depuis le sol. Le phénomène est le plus marqué pour les satellites du réseau Iridium : les flashs Iridium peuvent dépasser la magnitude -8 et être visibles en plein jour.

## Phénomènes éphémères
En dehors des phénomènes périodiques, il est possible d'observer un certain nombre de phénomènes astronomiques transitoires :
- pluies de météores (une soixantaine par an, d'intensité variable) et météores isolés ;
- comètes (de façon peu fréquente) ;
- supernova (à l'échelle de plusieurs siècles, toutefois).